# Будинок з нульовим споживанням енергії

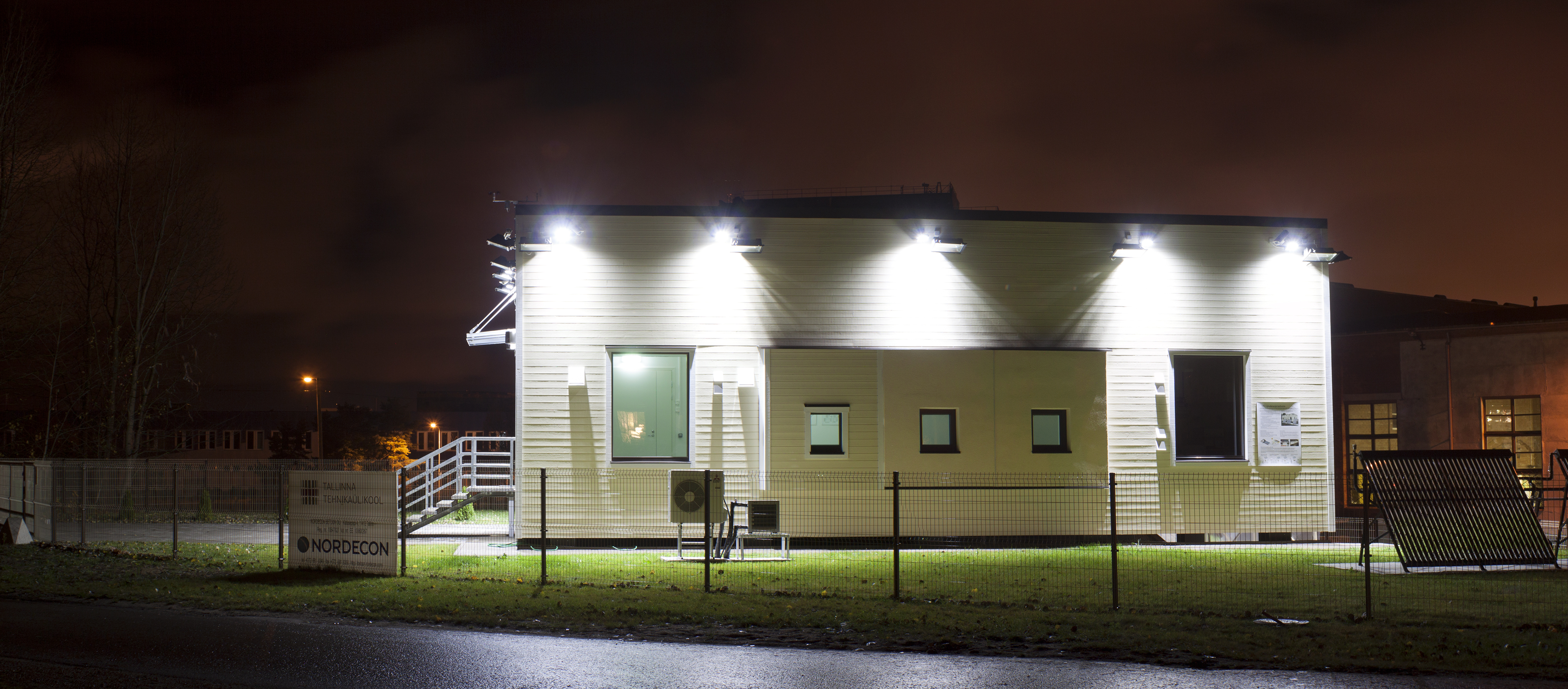
Дослідна будівля з нульовим споживанням енергії в Таллінні, Естонія. Талліннський технічний університет, 2013 рік.

Будівля з нульовою енергією (англ: Zero Energy Building (ZEB)), також відома як споруда з чистою нульовою енергією (англ: Net Zero Energy (NZE) або Zero Net Energy, (ZNE)) ― це будинок, у якому загальна кількість енергії, споживаної ним на річній основі, дорівнює кількості відновлюваної енергії створюваної ним же або на віддалі, завдяки поновлюваним джерелам енергії за межами майданчика з використанням таких технологій, як теплові насоси, високоефективні вікна та будівельна ізоляція, а також сонячні панелі. Мета полягає в тому, щоби ці споруди сприяли меншому викиду парникових газів в повітря під час експлуатації, ніж подібні будівлі, що не належать до ZNE. Вони часом можуть споживати енергію, що не відновлюється, і виробляти парникові гази, але в інший проміжок часу, на таку ж кількість зменшують споживання енергії та виробництво парникових газів в інших місцях і застосуваннях. Будинки з нульовим споживанням енергії впроваджені не лише бажанням зменшити вплив на довкілля, але і заохочені грошима. Податкові пільги, а також заощадження на енерговитратах, роблять будівлі з нульовим споживанням енергії фінансово життєздатними та привабливими.
Схожа концепція, схвалена і впроваджена Європейським союзом та іншими країнами-учасницями ― це будинок з майже нульовим споживанням енергії (nZEB), метою якої було до 2020 року забезпечити відповідність всіх будівель в регіоні стандартам nZEB.

## Проєктування та будівництво
Найбільш дієві кроки щодо зниження енергоспоживання будівлі зазвичай, відбуваються саме в ході проєктування. Для досягнення ефективного використання енергії проєкт споруди з нульовим споживанням енергії, значно відрізняється від традиційної практики будівництва. Успішні проєктувальники будівель з нульовим споживанням енергії, часто-густо поєднують перевірені часом принципи пасивного сонячного або штучного/несправжнього кондиціонування, коли використовуються переваги на місці. Сонячне світло та сонячне тепло, свіжий вітерець і прохолода землі під будівлею, можуть забезпечити денне освітлення і сталу температуру в приміщенні з якнайменшим використанням механічних засобів. Споруди ZEB зазвичай, пристосовані для застосування пасивного припливу сонячного тепла і затінення в поєднанні з тепловою масою, для усталення добових коливань температури протягом дня, та в більшості кліматичних умов мають надзвичайну ізоляцію. Всі технології, потрібні для створення будівель з нульовим споживанням енергії, сьогодні доступні в готовому вигляді.
Складні інструменти тривимірного моделювання енергоспоживання будівлі, вже давно доступні для визначення того, як будівля буде працювати з цілою низкою проєктних змінних, таких як розташування будівлі (щодо денного та сезонного положення сонця), тип і розміщення вікон і дверей, глибина схилу тощо, вид і показники ізоляції елементів будівлі, непроникність (атмосферостійкість), дієвість опалення, охолодження, освітлення та іншого обладнання, а також місцева погода. Це моделювання допомагає проєктувальникам передбачити, як будівля буде працювати до її будівництва, і дозволяє їм визначити економічні та фінансові наслідки аналізу витрат і вигод будівлі або, що тим більш доречно, оцінки життєвого циклу.

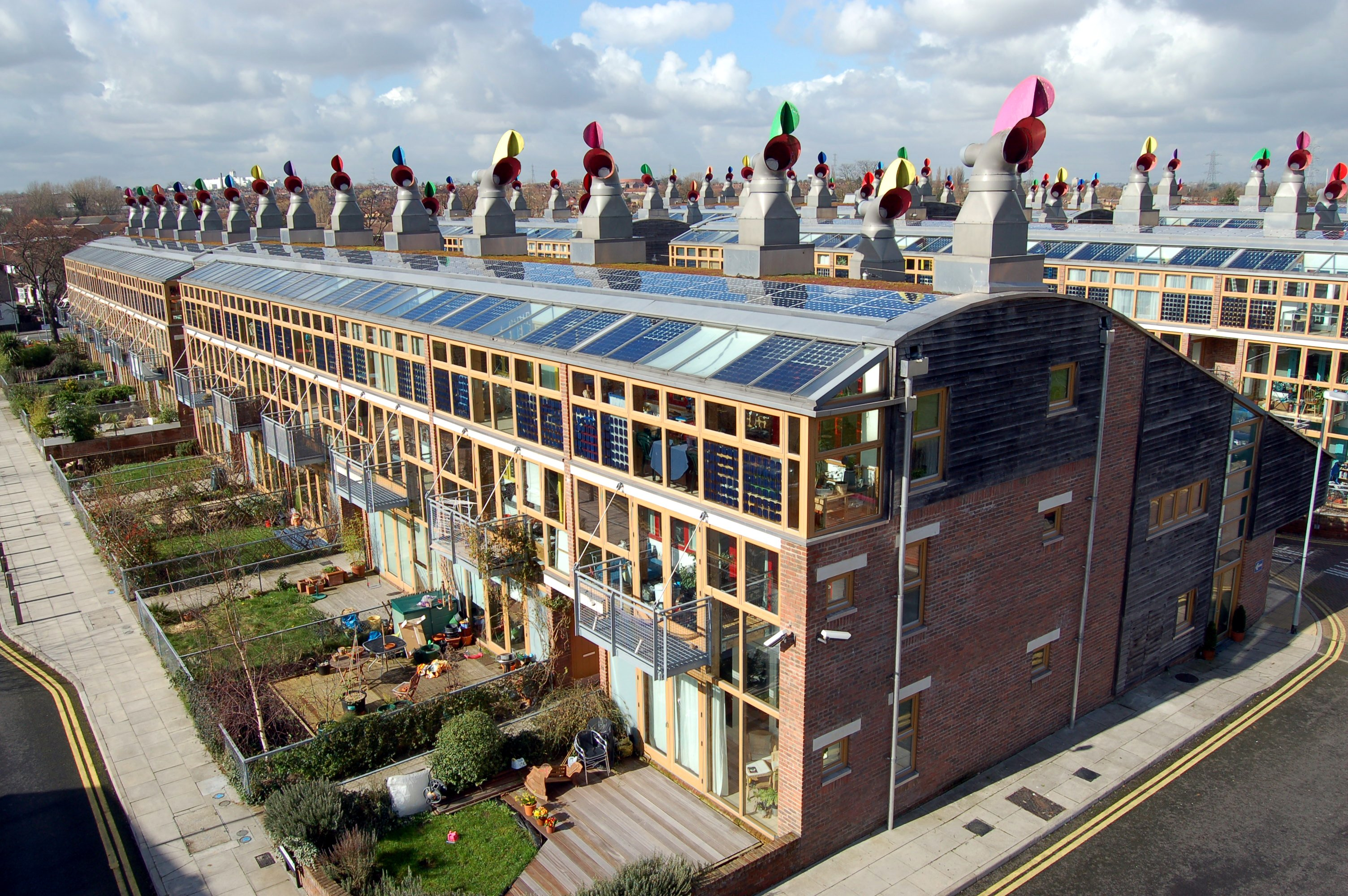
Будинки з нульовою енергією, (Лондон, Велика Британія), 2007.

Будинки з нульовим споживанням енергії побудовано зі значними енергоощадними властивостями. Навантаження на опалення та охолодження знижуються завдяки використанню високоефективного обладнання (наприклад, теплових насосів, а не котлів, котрі приблизно вчетверо ефективніші за котли), додаткової теплоізоляції (особливо на горищі і в підвалі будинків), високої енергоефективності. Ощадні вікна (наприклад, з низьким коефіцієнтом випромінювання, вікна з потрійним/четверним склінням), захист від протягів, високоефективна побутова техніка (особливо сучасні ощадні холодильники), економічне світлодіодне освітлення, пасивне сонячне випромінювання взимку і природне затінення влітку, природна вентиляція й інші застосування. Ці особливості розрізняються залежно від кліматичних зон, в яких відбувається будівництво. Видатки на нагрів води можна знизити завдяки використанню водоощадних (аератори, тощо) пристосувань, пристроїв рекуперації тепла на стічних водах, а також застосування сонячного нагріву води і високоефективного водогрійного обладнання. Крім того, денне освітлення за допомогою світлових люків або сонячних трубок, може забезпечити 100 % денного освітлення в будинку. Нічне освітлення зазвичай здійснюється за допомогою люмінесцентних та світлодіодних ламп, які споживають 1/3 потужності або менше за лампи розжарення, ще-й без додавання небажаного тепла. А різні електричні навантаження можна зменшити, вибравши ощадні пристрої і звівши до мінімуму побічні навантаження. Інші способи досягнення чистого нуля (залежно від клімату) ― це принципи захищеного від землі будівництва, понадізольовані стіни з використанням виробів з солом'яних тюків, збірні будівельні панелі і складові даху, а також зовнішній ландшафтний дизайн для забезпечення сезонного затінення.
Щойно споживання енергії в будівлі буде зведено до найменшого рівня, можна буде виробляти всю цю енергію на місці за допомогою встановлених на даху сонячних панелей. Будинки з нульовим споживанням енергії часто проєктуються таким чином, щоби використовувати енергію подвійним способом, в тому числі і від побутової техніки. Наприклад, використання побічного тепла холодильників для нагрівання води для побутових потреб, теплообмінників для вентиляції і зливу душа, офісних приладів та комп'ютерних серверів, а також тепла тіл людей для обігріву будівлі. Ці споруди використовують теплову енергію, яку звичайні будівлі можуть просто викидати назовні. Вони можуть використовувати вентиляцію з рекуперацією тепла, рециркуляцію тепла гарячою водою, поєднане виробництво тепла та електроенергії і абсорбційні холодильні агрегати.

## Приклади проектів

### Фінляндія
До вже збудованих будинків з нульовим споживанням енергії відносяться: будинок для інвалідів в Ярвенпяа (2124 м²), студентський гуртожиток в Куопіо (2124 м²), односімейний будинок в Мянтюгар'ю (154 м²). В Гювінкяа збудований односімейний будинок на 160 м² в 2013 році. Будинки майже з нульовим споживанням енергії збудовані в Якобстаді (односімейний 165 м²) і в Лахті (дім пенсіонерів 16500 м²)

### США
31 Tannery Project — перший подібний проект в США, зведений у 2006 році. На даху будинку встановили сонячні панелі.